# Acura Classic 2006
L'Acura Classic 2006 è stato un torneo di tennis giocato sul cemento. 
È stata la 28ª edizione del torneo di San Diego, che fa parte della categoria Tier I nell'ambito del WTA Tour 2006. 
Si è giocato a San Diego negli USA dal 29 luglio al 6 agosto 2006.

## Campionesse

### Singolare
Marija Šarapova ha battuto in finale  Kim Clijsters, 7–5, 7–5

### Doppio
Cara Black /  Rennae Stubbs hanno battuto in finale  Anna-Lena Grönefeld /  Meghann Shaughnessy, 6–2, 6–2